# نيوغارثيم إتلينهيم
نيوغارثيم إتلينهيم (بالفرنسية: Neugartheim-Ittlenheim)‏ هي بلدية تقع في إقليم الراين الأسفل من منطقة ألزاس في شمال شرق فرنسا. تبلغ مساحة هذه المدينة 4.06 (كم²)، يبلغ عدد سكانها 395 نسمة حسب إحصاء المعهد الوطني للإحصاء والدراسات الاقتصادية سنة 2009 م. وترأس Jean-Charles Gangloff البلدية خلال فترة (2001 - 2008).

## وصلات خارجية
- صفحة البلدية على موقع المعهد الوطني للإحصاء والدراسات الاقتصادية (بالفرنسية)